# XVI Concurs de castells de Tarragona
El XVI Concurs de castells de Tarragona se celebrà a la plaça de braus de Tarragona, actual Tarraco Arena Plaça, el 6 d'octubre de 1996. Reuní 18 colles i prop de 20.000 espectadors. Fou un concurs històric, ja que els Castellers de Vilafranca van guanyar-lo igualant la que fins llavors era la millor actuació feta en el segle xx, que estava en mans de la Colla Vella dels Xiquets de Valls des de Santa Úrsula de 1994, amb 3 de 9 amb folre, 4 de 9 amb folre, i 2 de 9 amb folre i manilles. A més, es tractà del segon concurs guanyat pels vilafranquins després d'una sequera de 24 anys. La torre de nou amb folre i manilles fou la tercera que es completava en tota la història dels castells, i la varen assolir amb molta seguretat.
Malgrat que els Castellers de Vilafranca sortien com a favorits, la Colla Vella de Valls no es va rendir fins a l'última ronda en què intentà assolir sense èxit el cinc de nou amb folre, construcció que fins llavors no s'havia descarregat en el segle xx. En tercera posició es classificà la Colla Joves Xiquets de Valls, que intentà sense èxit el 2 de 8 net, castell també inèdit fins llavors en el segle xx. Els Xiquets de Reus quedaren en quart lloc i completaren el primer castell de nou i la millor exhibició de la seva trajectòria, amb el 3 de 9 amb folre, 2 de 8 amb folre, 3 de 8 i 4 de 8. Els Xiquets del Serrallo van assolir el seu primer 3 de 7 aixecat per sota. Un dels èxits més destacats va ser el 4 de 8 carregat pels Nens del Vendrell, una colla històrica que feia 10 anys que no carregava aquesta construcció, des de les Fires de Santa Teresa del Vendrell de 1986. En l'aspecte negatiu destacà la mala sort de la Colla Jove Xiquets de Tarragona.
Aquesta fou la primera edició en què l'organització no convidà totes les colles del món casteller a participar-hi, perquè la gran quantitat de colles noves sorgides de la segona època d'or dels castells ho començava a fer inviable. El Consell Municipal de Castells de l'Ajuntament de Tarragona optà per convidar les quatre colles tarragonines i les catorze millors colles del món casteller fins a un total de 18, sense comptar les renúncies dels Minyons de Terrassa i dels Bordegassos de Vilanova. Una de les colles excloses després d'anys de participar-hi, els Nois de la Torre, varen crear l'any següent el I Concurs de castells Vila de Torredembarra per a reunir aquelles colles que no hi havien pogut participar.

## Colles participants, castells assolits i puntuació
A la dreta, puntuació total obtinguda. Entre parèntesis les penalitzacions.
| 1r.  | Castellers de Vilafranca                 | pd8fm (i), 3d9f, 4d8a (c), 4d9f, 2d9fm         | 20.257 |
| 2n.  | Colla Vella dels Xiquets de Valls        | 3d9f (c), 2d9fm (i), 5d8, 2d8f, 4d9f, 5d9f (i) | 16.720 |
| 3r.  | Colla Joves Xiquets de Valls             | 3d9f (i), 3d9f (i), 3d8, 4d9f, 2d8 (i), 2d8f   | 13.635 |
| 4t.  | Xiquets de Reus                          | 3d8, 4d8, 2d8f, 3d9f                           | 13.397 |
| 5è.  | Colla Jove Xiquets de Tarragona          | 4d9f (i), 4d9f (i), 5d8, 2d8f (i), 4d8, 2d8f   | 11.950 |
| 6è.  | Xiquets de Tarragona                     | 2d8f, pd7f (c), 3d8 (c)                        | 11.499 |
| 7è.  | Castellers de Barcelona                  | 2d8f (i), 4d8, 3d8 (c), 4d7a                   | 7.697  |
| 8è.  | Nens del Vendrell                        | 2d7, 3d7ps, 4d8 (c)                            | 6.880  |
| 9è.  | Castellers de Terrassa                   | 4d8 (c), 5d7, 2d7, 2d8f (i)                    | 6.600  |
| 10è. | Castellers de Cornellà                   | 5d7, 2d7, 3d7ps                                | 5.960  |
| 11è. | Castellers de Sants                      | 5d7, 2d7, 4d7a (i), 4d7a (i), 3d7              | 5.180  |
| 12è. | Ganxets de Reus                          | 2d7 (c), 5d7, 3d7ps (i), 4d7a                  | 5.140  |
| 13è. | Xiquets del Serrallo                     | 4d8 (i), 4d7a, 3d7, 3d7ps                      | 4.617  |
| 14è. | Colla Castellera de Sant Pere i Sant Pau | 5d7, 4d8 (i), 4d7a, 3d7, pd6 (i)               | 4.337  |
| 15è. | Colla Jove de Castellers de Sitges       | 5d7, 4d7a (i), 3d7, 4d7a (c)                   | 4.117  |
| 16è. | Xiquets de la Vila d'Alcover             | 4d7a, 5d7 (c), 4d7, 3d7 (i)                    | 3.880  |
| 17è. | Xics de Granollers                       | 4d8 (i), 2d7 (i), 4d7, 4d7a, 3d7               | 3.620  |
| 18è. | Xicots de Vilafranca                     | 4d7a, 5d7 (i), 3d7, 2d7 (i), 2d7 (i)           | 2.640  |

Llegenda: a:agulla, ps:per sota, f:folre, m:manilles, p:puntals. (i):intent, (id): intent desmuntat, (c):carregat, *:castell amb penalitzacions.